# Frank van den Eeden
Pour les articles homonymes, voir Eeden.
Frank van den Eeden, né le 14 mai 1971, est un directeur de la photographie néerlandais.

## Biographie
Frank van den Eeden étudie la réalisation à la LUCA School of Arts à Bruxelles, mais préfère s'orienter vers le travail de la caméra.
Il travaille dans la partie flamande de Belgique et est surtout connu pour son travail avec les réalisateurs flamands Fien Troch et Jan Verheyen. Il œuvre sur des longs et courts métrages, des séries télévisées, des vidéos musicales ainsi que pour des publicités.

## Filmographie

### Au cinéma
- 1996 : Eenzaamheid is des mensen (court métrage)
- 1996 : Trois couleurs noir (court métrage)
- 1996 : Mexico ofzo (court métrage)
- 1997 : Striker Bob (court métrage)
- 1997 : Home Movie (court métrage)
- 1997 : Super (court métrage)
- 1998 : Los taxios (court métrage)
- 1998 : Selina (court métrage)
- 1999 : Singels (court métrage)
- 2000 : Blinker en het Bagbag-juweel
- 2001 : Dialing the Devil (court métrage)
- 2002 : Cool Sam & Sweet Suzie (court métrage)
- 2003 : Joséphine (court métrage)
- 2003 : Team Spirit 2
- 2004 : Drive Me Crazy (court métrage)
- 2004 : Fast Forward (court métrage)
- 2005 : Een ander zijn geluk de Fien Troch
- 2005 : État d'âme (court métrage)
- 2005 : Dag opa (court métrage)
- 2005 : The Sunflyers (court métrage)
- 2006 : Tanghi argentini (court métrage) de Guido Thys
- 2006 : Pillar (court métrage)
- 2007 : Pas sérieux s'abstenir (Man zkt vrouw) de Miel Van Hoogenbemt
- 2008 : Non-dit (Unspoken)
- 2009 : Dossier K. de Fien Troch de Jan Verheyen
- 2010 : Brownian Movement
- 2010 : The Palace (court métrage)
- 2011 : Swooni
- 2011 : L'Envahisseur (The Invader) de Nicolas Provost
- 2012 : Kid de Fien Troch
- 2012 : Milo de Pascal Franchot
- 2013 : Boven is het stil
- 2013 : Le Verdict (Het vonnis) de Jan Verheyen
- 2014 : De Behandeling de Hans Herbots
- 2014 : Flying Love (Flying Home) de Dominique Deruddere
- 2016 : Waldstille de Martijn Maria Smits
- 2016 : Le Passé devant nous de Nathalie Teirlinck
- 2018 : Cobain de Nanouk Leopold
- 2018 : The Terror (série télévisée)
- 2018 : Girl de Lukas Dhont
- 2019 : De Patrick de Tim Mielants
- 2021 : Animals de Nabil Ben Yadir
- 2021 : L'Ombre d'un mensonge de Bouli Lanners
- 2022 : BO de Joost van Ginkel
- 2022 : Close de Lukas Dhont
- 2024 : Tu ne mentiras point (Small Things like These) de Tim Mielants

### À la télévision
- 2002 : Dennis (série télévisée)
- 2002 : Sedes & Belli (série télévisée)
- 2005 : Team spirit - de serie II (mini-série)
- 2006 : De gek op de heuvel (téléfilm)
- 2008-2010 : Urgence disparitions (Vermist) (série télévisée)

## Distinctions
- Een ander zijn geluk : Selection Camerimage en 2006
- Tanghi Argentini
  - Festival du court-métrage de Bruxelles en 2007
  - Kodak Showcase sélection en 2007
  - Festival international du film de Byron Bay en Australie en 2008
  - Nomination aux Oscars du meilleur court-métrage en 2008
- L'Envahisseur : Prix du cinéma flamand (Ensors) pour la meilleure photographie en 2012
- Prix de la communauté flamande aux Ensors 2014[1]
- Magritte 2023 : Meilleure image pour Close